# Bitwa pod Powiewiórką
Bitwa pod Powiewiórką – bitwa stoczona 1 lipca 1812 roku pomiędzy siłami francusko-polskimi a rosyjskimi w pierwszych dniach napoleońskiego najazdu na Rosję. Bitwa zakończyła się zwycięstwem wojsk inwazyjnych.